# Микола Ноєв
Микола Ноєв (рос. Николай Ноев; нар. 24 лютого 1988, Якутська АРСР, РРФСР, СРСР) — таджицький борець вільного стилю якутського походження, учасник чемпіонатів світу та Азії, Азійських та Олімпійських ігор.

## Життєпис
Микола Ноєв був чемпіоном Якутії, але через високу конкуренцію в себе на батьківщині він не мав можливості виступати за збірну Росії. Тому з дозволу Федерації боротьби Таджикистану Ноєв з 2011 року почав виступи за збірну Таджикистану. Наступного року він зумів здобути ліцензію на участь в літніх Олімпійських іграх 2012 року в Лондоні. На Олімпіаді Ноєв у першій же сутичці поступився з рахунком 0:2 болгарину Радославу Великову. Оскільки Великов не пробився до фіналу, Ноєв вибув з подальшої боротьби, посівни в підсумку передостаннє 18 місце.
Тренером якутського борця був Гнат Сисолятін.

## Спортивні результати на міжнародних змаганнях

### Виступи на Олімпіадах
| Змагання                    | Збірна      | Вагова категорія          | Місце |
| --------------------------- | ----------- | ------------------------- | ----- |
| Літні Олімпійські ігри 2012 | Таджикистан | вільна боротьба, до 55 кг | 18    |

### Виступи на Чемпіонатах світу
| Змагання                        | Збірна      | Вагова категорія          | Місце |
| ------------------------------- | ----------- | ------------------------- | ----- |
| Чемпіонат світу з боротьби 2011 | Таджикистан | вільна боротьба, до 55 кг | 13    |
| Чемпіонат світу з боротьби 2013 | Таджикистан | вільна боротьба, до 60 кг | 26    |
| Чемпіонат світу з боротьби 2015 | Таджикистан | вільна боротьба, до 57 кг | 29    |

### Виступи на Чемпіонатах Азії
| Змагання                       | Збірна      | Вагова категорія          | Місце |
| ------------------------------ | ----------- | ------------------------- | ----- |
| Чемпіонат Азії з боротьби 2012 | Таджикистан | вільна боротьба, до 60 кг | 5     |
| Чемпіонат Азії з боротьби 2013 | Таджикистан | вільна боротьба, до 60 кг | 5     |
| Чемпіонат Азії з боротьби 2014 | Таджикистан | вільна боротьба, до 61 кг | 8     |
| Чемпіонат Азії з боротьби 2015 | Таджикистан | вільна боротьба, до 57 кг | 12    |

### Виступи на Азійських іграх
| Змагання           | Збірна      | Вагова категорія          | Місце |
| ------------------ | ----------- | ------------------------- | ----- |
| Азійські ігри 2014 | Таджикистан | вільна боротьба, до 57 кг | 5     |

### Виступи на інших змаганнях
| Змагання                                                        | Збірна      | Вагова категорія          | Місце  |
| --------------------------------------------------------------- | ----------- | ------------------------- | ------ |
| Турнір Дмитра Коркіна 2011                                      | Таджикистан | вільна боротьба, до 60 кг | 7      |
| Турнір Дана Колова — Николи Петрова 2012                        | Таджикистан | вільна боротьба, до 60 кг | Бронза |
| Олімпійський кваліфікаційний турнір з боротьби 2012 (Астана)    | Таджикистан | вільна боротьба, до 55 кг | 7      |
| Олімпійський кваліфікаційний турнір з боротьби 2012 (Гельсінкі) | Таджикистан | вільна боротьба, до 55 кг | Срібло |
| Меморіал Вацлава Циолковського 2012                             | Таджикистан | вільна боротьба, до 60 кг | Бронза |
| Гран-прі Німеччини з боротьби 2012                              | Таджикистан | вільна боротьба, до 60 кг | 5      |
| Гран-прі «Іван Яригін» 2013                                     | Таджикистан | вільна боротьба, до 55 кг | 9      |
| Київський Міжнародний турнір з боротьби 2013                    | Таджикистан | вільна боротьба, до 60 кг | 32     |
| Турнір Алі Алієва 2013                                          | Таджикистан | вільна боротьба, до 60 кг | 10     |
| Гран-прі «Іван Яригін» 2014                                     | Таджикистан | вільна боротьба, до 57 кг | Бронза |
| Відкритий чемпіонат Монголії з боротьби 2014                    | Таджикистан | вільна боротьба, до 57 кг | Бронза |
| Гран-прі «Іван Яригін» 2015                                     | Таджикистан | вільна боротьба, до 57 кг | 20     |